# Цеценівський бобрів гай
«Цеценівський бобрів гай» — загальнозоологічний заказник місцевого значення в Україні. Заказник розташований на території Кременецького району Тернопільської області, село Цеценівка, заплава річки Вілія у межах населеного пункту.
Площа — 26,5 га, створений рішенням Тернопільської обласної ради від 18 березня 1994 р., зі змінами, затвердженими рішенням Тернопільської обласної ради від 25 січня 2005 р. № 382.